# Arthur Rehberger & Sons
Die Arthur Rehberger & Sons Co. war ein in Newark (New Jersey) ansässiger Betrieb zur Herstellung von Bussen, Lastkraftwagen und schweren Anhängern in kleineren Stückzahlen. Abnehmer dafür fanden sich überwiegend in der Region.

## „Assembled Vehicles“
Arthur Rehberger & Sons Co. begann 1925 mit der Produktion von Bussen und Nutzfahrzeugen mit 1 bis 7 tons Zuladung. Ihre Fahrzeuge waren sogenannte „Assembled Vehicles“, womit in den USA Fahrzeuge bezeichnet werden, die ganz oder überwiegend aus zugekauften Komponenten montiert wurden. In der Regel verwendete Rehberger Vierzylindermotoren von Buda mit Schaltgetrieben von Brown-Lipe oder Fuller. Die Vorderachsen lieferte Shuler, die Hinterachsen der leichteren Modelle kamen von der Timken Company; ab dem 5-Tonner wurden Fuller-Hinterachsen mit zweistufigem Differential verwandt, sodass acht statt vier Vorwärtsgänge zur Verfügung standen. Ein modernes Merkmal war die Verwendung von Zweischeibenkupplungen. 
Standardmäßig erhielten Rehberger-Trucks eine „C-cab“, d. h. eine türlose Fahrerkabine mit geschwungenen Seitenteilen aus Holz. Die Windschutzscheibe ließ sich aufschwenken, ferner waren Kotflügel und  Trittbretter inbegriffen. Anfangs gehörten nur elektrische Hauptscheinwerfer zur Grundausstattung; Positions- und Schlusslichter wurden mit Oel betrieben. Die Buda-Motoren erhielten Zündverteiler und das Chassis ein Schmiersystem.

## Omnibusse
Zwischen 1927 und 1930 scheinen nur rund 100 LKW gebaut worden zu sein. Vom LKW mit 3 Tonnen Zuladung wurde bereits 1925 ein Bus abgeleitet; sein Chassis war tiefer und der Motor etwas nach hinten versetzt. Vorn wurden Luftfedern eingebaut. Scheibenräder mit Luftreifen gehörten zum Lieferumfang. Ab 1933 konzentrierte man sich zunehmend auf diese Busse, die in verschiedenen Längen erhältlich waren. 
Die Produktion von Nutzfahrzeugen endete 1938, eventuell 1937. Danach baute Rehberger Anhänger für die Schwerindustrie. Zu den Abnehmern gehörten Schiffswerften und die US-Marine. 
Pläne zur Reaktivierung des Nutzfahrzeugbereichs mit LKW von 1,5 bis 3,5 tons ließen sich nach dem Zweiten Weltkrieg nicht verwirklichen.
Nur wenige Rehberger-LKW sind erhalten geblieben.